# Niederzier

Commune de Niederzier dans l'arrondissement de Düren.

Niederzier est une commune d'Allemagne située dans l'État (Land) de Rhénanie-du-Nord-Westphalie. Elle est peuplée d'environ 14 905 habitants. Elle est en outre jumelée avec Bleicherode (Allemagne) ainsi que Vieux-Condé (France) depuis 1988.

## Ortsteile
C'est là que se trouve la mine de Hambach et le reste de la forêt de Hambach nommées d'après le quartier (ou Ortsteil) d'Hambach.
| Quartier        | Population |
| --------------- | ---------- |
| Ellen           | 2054       |
| Hambach         | 1326       |
| Huchem-Stammeln | 3308       |
| Krauthausen     | 742        |
| Niederzier      | 3705       |
| Oberzier        | 3020       |
| Selhausen       | 416        |